# Ernestina Paper
Ernestina Paper, född 1846, död 1926, var en italiensk läkare.
Hon var den första kvinnliga läkaren i det enade Italien. Hon utexaminerades 1877.